# LP1 (Joss Stone)
LP1 è il quinto album in studio della cantante inglese Joss Stone, pubblicato il 26 luglio 2011 dall'etichetta Surfdog Records. Stone ha co-scritto e co-prodotto l'album con David A. Stewart degli Eurythmics.
L'album ha debuttato alla posizione numero 9 della Billboard 200 vendendo 30 000 copie nella sua prima settimana di pubblicazione. È il terzo album consecutivo di Stone a debuttare nella top ten della classifica statunitense.
| Recensione        | Giudizio |
| ----------------- | -------- |
| AllMusic          |          |
| The A.V. Club     | C        |
| The Independent   |          |
| Los Angeles Times |          |
| The Observer      |          |
| Rolling Stone     |          |

## Tracce
1. Newborn – 3:43 (Joss Stone, David A. Stewart, Wendy Joseph)
2. Karma – 3:54 (Joss Stone, David A. Stewart, Martina McBride, Brad Warren, Brett Warren)
3. Don't Start Lying to Me Now – 4:08 (Joss Stone, Chris Stapleton, Melissa Peirce)
4. Last One to Know – 4:52 (Joss Stone, David A. Stewart)
5. Drive All Night – 5:07 (Joss Stone, Eg White)
6. Cry Myself to Sleep – 3:51 (Joss Stone, David A. Stewart)
7. Somehow – 3:04 (Joss Stone, David A. Stewart)
8. Landlord – 3:57 (Joss Stone, David A. Stewart)
9. Boat Yard – 5:02 (Joss Stone)
10. Take Good Care – 2:29 (Joss Stone, Paul Conroy)

## Classifiche
| Classifica (2011) | Posizione massima |
| ----------------- | ----------------- |
| Austria           | 15                |
| Belgio (Fiandre)  | 12                |
| Belgio (Vallonia) | 39                |
| Canada            | 15                |
| Danimarca         | 38                |
| Francia           | 46                |
| Germania          | 5                 |
| Paesi Bassi       | 6                 |
| Portogallo        | 30                |
| Regno Unito       | 36                |
| Stati Uniti       | 9                 |
| Stati Uniti R&B   | 3                 |
| Svizzera          | 2                 |